# 大和市立光丘中学校
大和市立光丘中学校（やまとしりつ ひかりがおかちゅうがっこう）は、神奈川県大和市大和南にある公立中学校。略称は光中（こうちゅう）。

## 沿革
- 1960年（昭和35年）
  - 4月1日 - 閉校した南大和小学校の施設を活用して開校[2]。
  - 6月1日 - この日を開校記念日に制定[1]。
- 1961年（昭和36年）
  - 6月 - 現在地に新校舎を落成し、移転[2]。
  - 7月 - 第一期工事竣工式を挙行[2]。
- 1962年（昭和37年）
  - 4月 - 特殊学級を開設[2]。
  - 7月 - 普通教室10室・特別教室4室・管理室11室を備えた校舎を落成[2]。
- 1965年（昭和40年）3月 - 特別教室3室を設置[2]。
- 1968年（昭和43年）3月 - 体育館を落成[2]。
- 1969年（昭和44年）8月 - 部室棟を落成[2]。
- 1973年（昭和48年）
  - 4月 - 配膳室を改装し、給食を提供開始[2]。
  - 7月 - 第二棟校舎を落成[2]。
- 1982年（昭和57年）8月 - 全日本中学校バレーボール大会にて男子が優勝[2]。
- 1985年（昭和60年）3月 - 第二棟校舎を増築[2]。
- 1990年（平成2年）10月 - パソコン教室を設置[2]。
- 1993年（平成5年）7月 - プール兼武道場を落成[2]。
- 1998年（平成10年）4月 - 大和市教育委員会スクールDOプラン推進校に指定（翌年度まで）[2]。
- 2001年（平成13年）4月 - 学校評議員制度を開始[2]。
- 2008年（平成20年）
  - 2月 - 新校舎と新体育館を落成[2]。
  - 8月 - 新部室棟を落成[2]。
  - 10月11日 - 新校舎完成ならびに創立50周年記念式典を挙行[2]。

## 教育目標
- 豊かな人間性
- 身についた知性
- 健康で強靱な体力

出典：

## 施設概要
主な施設を掲載。
- 校舎棟（11,775 m2[3]） - 鉄筋コンクリート造4階建て
- 体育館（1,569 m2[3]）
- 武道場兼プール（1,410 m2[3]） - プール槽部分はステンレス造で、325 m2である[1]。
- 校庭（14,496 m2[1]）
- 部室棟（403 m2[3]）

## 学区
- 上草柳の一部（国道246号大和厚木バイパス以南）
- 上草柳1丁目 - 4丁目
- 桜森1丁目 - 3丁目
- 下草柳（一部）
- 中央1丁目、2丁目 - 4丁目
- 深見（一部）
- 深見台1丁目 - 4丁目
- 大和東1丁目 - 3丁目
- 大和南1丁目、2丁目
- 深見西1丁目、2丁目
- 深見東1丁目

## 進学前小学校
- 大和市立草柳小学校（大和市中央）
- 大和市立深見小学校（大和市深見台）
- 大和市立大和東小学校（大和市深見）
- 大和市立文ヶ岡小学校（大和市桜森）

## アクセス

### 鉄道
- 大和駅（小田急江ノ島線・相鉄本線）から徒歩で約9分

### バス
- 「光丘中学校」バス停（大和市コミュニティバス）から徒歩すぐ

## 周辺
- 大和小鳩幼稚園
- 中部学校給食共同調理場
- やまと公園

## 出身者
- 浜恵子 - バレーボール選手